# Terry Williams
Terrence "Terry" Williams (Swansea, Južni Wales, 11. siječnja 1948.) velški je glazbenik, bubnjar i nekadašnji član britanskog rock sastava Dire Straits. Tijekom 1960-ih i 1970-ih bio je članom više glazbenih sastava (Commancheros, The Smokeless Zone, Dream and Plum Crazy, Love Sculpture, Man, Rockpile, Neverland Express). Članom Dire Straitsa bio je od 1982. do 1988.